# Sylvisorex morio
Sylvisorex morio là một loài động vật có vú trong họ Chuột chù, bộ Soricomorpha. Loài này được Gray mô tả năm 1862.